# 2023年委内瑞拉公投
2023年，尼古拉斯·马杜罗政府发起一项协商性公投，讓選民選擇是否支持委內瑞拉对埃塞奎博圭亚那地区（圭亚那实际控制）的主权要求。公投于2023年12月3日举行。
公投共有5個問題，涉及委内瑞拉对该地区主权声索的各个方面，例如拒绝国际法院对争端的管辖权、建立埃塞奎博圭亚那州以及授予其人民委内瑞拉公民身份。该公投是导致2023年埃塞奎博圭亚那危机的因素之一。
据委内瑞拉政府表示，超过95%的委内瑞拉人对公投中的每一个問題都投了“赞成”票。国际分析人士和媒体报道指出，真实投票率非常低，且委内瑞拉政府伪造了投票结果。
由于投票率低迷，委内瑞拉首席检察官塔里克·威廉·萨阿卜指责反对派领导人破坏公投，并以叛国和共谋等罪名对其中15人发出逮捕令。此举被认为是在2024年总统选举之前进一步压制政治反对派的尝试，此前美国已同意将总统选举作为解除制裁的条件。